# Conferencia Mundial sobre Reducción de Riesgo de Desastres
La Conferencia Mundial sobre Reducción de Riesgo del Desastre es una serie de conferencias de las Naciones Unidas que se centran en desastres y Gestión de Riesgos Climáticos en el contexto del Desarrollo sostenible. La Conferencia Mundial se ha celebrado en tres ocasiones, todas las ediciones a la fecha han tenido lugar en Japón:
- en Yokohama en 1994,

- en Kobe (Hyōgo) en 2005, y

- en Sendai en 2015.

A solicitud de la Asamblea General de las Naciones Unidas, la Oficina de las Naciones Unidas para la Reducción del Riesgo de Desastres (UNISDR) fungió como coordinadora en la Segunda y Tercera Conferencia Mundial de la ONU sobre Reducción de Riesgo de Desastres en 2005 y 2015 respectivamente.
Las conferencias unen a representantes de gobiernos y otras organizaciones, como ONG, sociedades civiles, el sector privado, gobiernos locales y representantes de todo el mundo para discutir cómo fortalecer la sostenibilidad del desarrollo, mediante la gestión de riesgos de desastres y climáticos. La tercera Conferencia Mundial adoptó el Marco de Sendai para la Reducción del Riesgo de Desastres 2015-2030. Los resultados de conferencias anteriores incluyen el Marco de Acción de Hyogo 2005 - 2015: Aumento de la resiliencia de las naciones y las comunidades ante los desastres en 2005 y la Estrategia y Plan de Acción de Yokohama para un Mundo más Seguro en 1994.